# 미사와촌 (아오모리현)
미사와촌(三沢村)은 아오모리현 가미키타군에 있던 촌이다. 현재의 미사와시에 해당한다.

## 연혁
- 1889년 4월 1일 - 정촌제 시행에 의해 가미키타군 미사와촌, 아마가모리촌과 합병해, 미사와촌이 성립하였다.
- 1948년 2월 11일 - 가미키타군 로쿠노헤촌(일부), 시모다촌(일부), 우라노다테촌(일부)와 합병해 오미사와정이 되어 소멸하였다.

## 참고문헌
- 『市町村名変遷辞典』東京堂出版、1990年
- 『東奥年鑑』（東奥日報社）1952年版。